# Чугуївська міська рада
Чугу́ївська міська́ ра́да — орган місцевого самоврядування в Харківській області. Адміністративний центр — місто обласного значення Чугуїв.

## Загальні відомості
- Територія ради: 12,8 км²
- Населення ради: 37 348 осіб (станом на 2001 рік)
- Територією ради протікає річка Сіверський Донець.

## Історія
1680 року — засновано як військове поселення; 1780 року — вперша затверджується містом; 1938 року — смт Чугуїв віднесено до міст районного підпорядкування (вдруге місто); 26.11.1979 року — місто обласного значення.

## Населення
Розподіл населення за віком та статтю (2001):
| Стать | Всього | До 15 років | 15-24 | 25-44 | 45-64 | 65-85 | Понад 85 |
| --- | ------ | ----------- | ----- | ----- | ----- | ----- | -------- |
| Чоловіки | 17 633 | 2832        | 3878  | 5181  | 4207  | 1478  | 57       |
| Жінки | 19 691 | 2660        | 2834  | 5660  | 5416  | 2891  | 230      |
| \| Статево-вікова піраміда \| Статево-вікова піраміда \| Статево-вікова піраміда \| \| ----------------------- \| ----------------------- \| ----------------------- \| \| Чоловіки \| Вік \| Жінки \| \| 57 \| 85 + \| 230 \| \| 100 \| 80-84 \| 347 \| \| 339 \| 75-79 \| 719 \| \| 544 \| 70-74 \| 998 \| \| 495 \| 65-69 \| 827 \| \| 1012 \| 60-64 \| 1529 \| \| 614 \| 55-59 \| 743 \| \| 1201 \| 50-54 \| 1426 \| \| 1380 \| 45-49 \| 1718 \| \| 1450 \| 40-44 \| 1663 \| \| 1199 \| 35-39 \| 1440 \| \| 1159 \| 30-34 \| 1204 \| \| 1373 \| 25-29 \| 1353 \| \| 1615 \| 20-24 \| 1363 \| \| 2263 \| 15-20 \| 1471 \| \| 1282 \| 10-14 \| 1271 \| \| 869 \| 5-9 \| 734 \| \| 681 \| 0-4 \| 655 \| |        |             |       |       |       |       |          |
| Статево-вікова піраміда |        |             |       |       |       |       |          |
| Чоловіки | Вік    | Жінки       |       |       |       |       |          |
| 57 | 85 +   | 230         |       |       |       |       |          |
| 100 | 80-84  | 347         |       |       |       |       |          |
| 339 | 75-79  | 719         |       |       |       |       |          |
| 544 | 70-74  | 998         |       |       |       |       |          |
| 495 | 65-69  | 827         |       |       |       |       |          |
| 1012 | 60-64  | 1529        |       |       |       |       |          |
| 614 | 55-59  | 743         |       |       |       |       |          |
| 1201 | 50-54  | 1426        |       |       |       |       |          |
| 1380 | 45-49  | 1718        |       |       |       |       |          |
| 1450 | 40-44  | 1663        |       |       |       |       |          |
| 1199 | 35-39  | 1440        |       |       |       |       |          |
| 1159 | 30-34  | 1204        |       |       |       |       |          |
| 1373 | 25-29  | 1353        |       |       |       |       |          |
| 1615 | 20-24  | 1363        |       |       |       |       |          |
| 2263 | 15-20  | 1471        |       |       |       |       |          |
| 1282 | 10-14  | 1271        |       |       |       |       |          |
| 869 | 5-9    | 734         |       |       |       |       |          |
| 681 | 0-4    | 655         |       |       |       |       |          |

Національний склад населення за даними перепису 2001 року:
| Національність | Кількість осіб | Відсоток |
| -------------- | -------------- | -------- |
| українці       | 20401          | 54,62 %  |
| росіяни        | 15995          | 42,83 %  |
| білоруси       | 249            | 0,67 %   |
| грузини        | 130            | 0,35 %   |
| вірмени        | 122            | 0,33 %   |
| інші           | 451            | 1,21 %   |

Мовний склад населення за даними перепису 2001 року:
| Мова       | Кількість осіб | Відсоток |
| ---------- | -------------- | -------- |
| російська  | 25965          | 69,52 %  |
| українська | 11070          | 29,64 %  |
| вірменська | 70             | 0,19 %   |
| грузинська | 47             | 0,13 %   |
| білоруська | 42             | 0,11 %   |
| інші       | 154            | 0,41 %   |

### Населені пункти
Міській раді підпорядковані населені пункти:
- м. Чугуїв
- с. Клугино-Башкирівка
- с. Василів Хутір

## Склад ради
Рада складається з 40 депутатів та голови.
- Голова ради: Мінаєва Галина Миколаївна
- Секретар ради: Хватинець Олена Олексіївна

### Керівний склад попередніх скликань
| ПІБ                       | Основні відомості                                                       | Дата обрання | Дата звільнення |
| ------------------------- | ----------------------------------------------------------------------- | ------------ | --------------- |
| Мінаєва Галина Миколаївна | Міський голова, 1968 року народження, освіта вища, позапартійна         | 26.03.2006   | 31.10.2010      |
| Мінаєва Галина Миколаївна | Міський голова, 1968 року народження, освіта вища, член Партії регіонів | 31.10.2010   |                 |

Примітка: таблиця складена за даними джерела

### Депутати
За результатами місцевих виборів 2010 року депутатами ради стали:

#### За суб'єктами висування
| Суб'єкт висування                     | Кількість обраних депутатів | %    |
| ------------------------------------- | --------------------------- | ---- |
| Партія регіонів                       | 24                          | 60   |
| Політична партія «Сильна Україна»     | 7                           | 17,5 |
| Українська соціал-демократична партія | 4                           | 10   |
| Комуністична партія України           | 3                           | 7,5  |
| Народна партія                        | 1                           | 2,5  |
| Самовисування                         | 1                           | 2,5  |

#### За округами
| № округу                              | Прізвище, ім'я, по батькові      | Дата визнання обраним | Освіта         | Партійна приналежність                  | Відомості про обраного депутата                                                                  |
| ------------------------------------- | -------------------------------- | --------------------- | -------------- | --------------------------------------- | ------------------------------------------------------------------------------------------------ |
| Комуністична партія України           |                                  |                       |                |                                         |                                                                                                  |
| б/м                                   | Грицай Надія Олексіївна          | 05.11.2010            | Освіта середня | член Комуністичної партії України       | КП Чугуїввода, контролер з населення абонентного відділу                                         |
| б/м                                   | Гапоненко Світлана Мкртичівна    | 05.11.2010            | Освіта середня | член Комуністичної партії України       | Апарат Центрального комітету Комуністичної партії України, 2 секретар Чугуївського міськкому КПУ |
| 17                                    | Багарян Мкртич Геворгович        | 05.11.2010            | Освіта середня | позапартійний                           | ТОВ «ЧОЖК», інженер з охорони праці                                                              |
| Народна Партія                        |                                  |                       |                |                                         |                                                                                                  |
| 10                                    | Бурік Валерій Анатолійович       | 05.11.2010            | Освіта вища    | позапартійний                           | пенсіонер                                                                                        |
| Партія регіонів                       |                                  |                       |                |                                         |                                                                                                  |
| б/м                                   | Хватинець Олена Олексіївна       | 05.11.2010            | Освіта вища    | член Партії регіонів                    | Виконком Чугуївської міськради, заступник міського голови                                        |
| б/м                                   | Коровкін Анатолій Андрійович     | 05.11.2010            | Освіта вища    | член Партії регіонів                    | ПП «Маршал», заступник директора                                                                 |
| б/м                                   | Трунов Петро Вікторович          | 05.11.2010            | Освіта вища    | член Партії регіонів                    | ТОВ «Екоінвест», директор                                                                        |
| б/м                                   | Гулян Ваган Генрихович           | 05.11.2010            | Освіта вища    | член Партії регіонів                    | ЧП «ПРИНЦ-555», директор                                                                         |
| б/м                                   | Федосєєва Світлана Володимирівна | 05.11.2010            | Освіта вища    | член Партії регіонів                    | ТОВ «КОРСІС», заступник директора                                                                |
| б/м                                   | Колесник Людмила Миколаївна      | 05.11.2010            | Освіта вища    | член Партії регіонів                    | приватний підприємець                                                                            |
| б/м                                   | Пазій Андрій Іванович            | 05.11.2010            | Освіта вища    | член Партії регіонів                    | приватний підприємець                                                                            |
| б/м                                   | Нежид Наталія Степанівна         | 05.11.2010            | Освіта вища    | член Партії регіонів                    | КЖРЕП м. Чугуїв, спеціаліст з обліку платежів                                                    |
| б/м                                   | Бєлєвцев Віктор Іванович         | 05.11.2010            | Освіта вища    | член Партії регіонів                    | ГП МОУ «ЧАРЗ», голова профспілки                                                                 |
| 1                                     | Нарожний Микола Григорович       | 05.11.2010            | Освіта вища    | позапартійний                           | КП «ЧС» Чугуївської міськради, еколог з охорони навколишнього середовища                         |
| 2                                     | Єрошенко Юлія Павлівна           | 05.11.2010            | Освіта вища    | позапартійна                            | Чугуївська загальноосвітня школа № 6, директор                                                   |
| 3                                     | Лунін Євген Володимирович        | 05.11.2010            | Освіта вища    | член Партії регіонів                    | приватний підприємець                                                                            |
| 4                                     | Бутов Дмитро Миколайович         | 05.11.2010            | Освіта вища    | член Партії регіонів                    | приватний підприємець                                                                            |
| 5                                     | Волик Олександр Миколайович      | 05.11.2010            | Освіта вища    | член Партії регіонів                    | Чугуївський професійний аграрний ліцей, директор                                                 |
| 6                                     | Бражник Валентина Василівна      | 05.11.2010            | Освіта вища    | позапартійна                            | Чугуївська гімназія № 5, директор                                                                |
| 9                                     | Шуманський Сергій Григорович     | 05.11.2010            | Освіта вища    | член Партії регіонів                    | ТГ «ДАРС», виконавчий директор                                                                   |
| 11                                    | Коротич Ірина Василівна          | 05.11.2010            | Освіта вища    | член Партії регіонів                    | Чугуївський багатопрофільний ліцей, заступник директора з виховної роботи                        |
| 12                                    | Бурцев Юрій Андрійович           | 05.11.2010            | Освіта вища    | член Партії регіонів                    | Чугуївська ЦРЛ, лікар-хірург                                                                     |
| 13                                    | Якунін Олексій Іванович          | 05.11.2010            | Освіта вища    | член Партії регіонів                    | Чугуївський відділ освіти, начальник                                                             |
| 14                                    | Стогодюк Олександр Петрович      | 05.11.2010            | Освіта вища    | член Партії регіонів                    | КЖРЕП м. Чугуєва, керівник                                                                       |
| 15                                    | Булгакова Олена Володимирівна    | 08.04.2013            | Освіта вища    | член Партії регіонів                    | Чугуївський міський центр соціально-психологічної реабілітації дітей, директор                   |
| 16                                    | Серіков Іван Іванович            | 05.11.2010            | Освіта вища    | позапартійний                           | Чугуївська філія ОАО «Харківгаз», директор                                                       |
| 19                                    | Козак Володимир Станіславович    | 05.05.2011            | Освіта вища    | позапартійний                           | в/ч А0501, командир                                                                              |
| 20                                    | Гуренко Андрій Іванович          | 05.11.2010            | Освіта вища    | член Партії регіонів                    | Виконком Чугуївської міськради, начальник відділу                                                |
| Політична партія «Сильна Україна»     |                                  |                       |                |                                         |                                                                                                  |
| б/м                                   | Гайдар Ігор Валерійович          | 05.11.2010            | Освіта вища    | член Політичної партії «Сильна Україна» | ТОВ «ІТ.Сервіс», директор                                                                        |
| б/м                                   | Котляр Віталій Вікторович        | 05.11.2010            | Освіта вища    | член Політичної партії «Сильна Україна» | пенсіонер                                                                                        |
| б/м                                   | Коломієць Михайло Григорович     | 05.11.2010            | Освіта вища    | член Політичної партії «Сильна Україна» | пенсіонер                                                                                        |
| б/м                                   | Резченко Євгеній Олександрович   | 05.11.2010            | Освіта вища    | член Політичної партії «Сильна Україна» | ТОВ «Тетро», директор                                                                            |
| б/м                                   | Чернобаєв Микола Семенович       | 11.11.2010            | Освіта вища    | член Політичної партії «Сильна Україна» | ХНАДУ, асистент                                                                                  |
| 7                                     | Лисянський Олександр Сергійович  | 05.11.2010            | Освіта вища    | член Політичної партії «Сильна Україна» | Управління Праці та соцзахисту населення Чугуївської РДА, начальник                              |
| 18                                    | Ногін Андрій Олексійович         | 05.11.2010            | Освіта вища    | позапартійний                           | КП "ЧР «ДОТ Орлятко», директор                                                                   |
| Українська соціал-демократична партія |                                  |                       |                |                                         |                                                                                                  |
| б/м                                   | Кваша Анатолій Павлович          | 05.11.2010            | Освіта вища    | позапартійний                           | Фінансове управління Харківської обласної державної адміністрації, заступник начальника          |
| б/м                                   | Злобіна Олена Олександрівна      | 05.11.2010            | Освіта вища    | позапартійна                            | приватний підприємець, юрист                                                                     |
| б/м                                   | Даньшин Максим Валерійович       | 05.11.2010            | Освіта вища    | позапартійний                           | Харківський національний університет ім. В. Каразіна, заступник декана юридичного факультету     |
| б/м                                   | Овчаренко Зінаїда Анатоліївна    | 05.11.2010            | Освіта вища    | позапартійна                            | тимчасово не працює                                                                              |
| Самовисування                         |                                  |                       |                |                                         |                                                                                                  |
| 8                                     | Чумак Юрій Володимирович         | 18.08.2014            | Освіта вища    | позапартійний                           | Чугуївська правозахисна група, завідувач громадської приймальні                                  |